# Gimme More
Gimme More (englisch für: „Gib mir mehr“) ist ein Lied der US-amerikanischen Pop-Sängerin Britney Spears aus ihrem fünften Studioalbum Blackout, das vom US-amerikanischen Hip-Hop- und R-’n’-B-Musiker und Produzenten Danja produziert wurde.

## Hintergrund
Die erste Singleauskopplung aus Blackout ist Gimme More, ein Dance-Song, der unter anderem von Keri Hilson geschrieben und von Danja produziert wurde. Mit diesem Song trat Spears auch bei den MTV Video Music Awards auf. Der Auftritt wurde von vielen Medien als peinlicher Misserfolg eingestuft, da Spears in einem Bikini auftrat, der ihrer Figur nicht angemessen wäre, ihre Tanzschritte unpräzise wären und sie zudem abwesend und desinteressiert zu wirken schien, wurde jedoch gerade dadurch zur meistbeachteten Performance.
Trotz des Auftritts stieg Gimme More in den USA und Kanada auf Platz 1 der iTunes-Charts.
Mit Remixen von Paul Oakenfold, Paul van Dyk und Junkie XL.

## Auszeichnungen
Die Auflistung der Auszeichnungen bezieht sich nur auf das Lied Gimme More.
| Jahr | Show                  | Auszeichnung                                  |
| ---- | --------------------- | --------------------------------------------- |
| 2008 | Hit Music Hall Awards | Beste Internationale Aufnahme des Jahres 2008 |

## Kommerzieller Erfolg

### Chartplatzierungen
In den US-Single-Charts erreichte Gimme More Platz 3 und war bis zu diesem Zeitpunkt Spears’ erfolgreichste Single in den USA seit ihrer Debütsingle … Baby One More Time. In Kanada, Südafrika, Israel, Chile, Südkorea sowie auf den Philippinen kam die Single auf den ersten Platz der jeweiligen Single-Charts.
| ChartsChartplatzierungen       | Höchstplatzierung | Wochen |
| ------------------------------ | ----------------- | ------ |
| Deutschland (GfK)              | 7 (12 Wo.)        | 12     |
| Österreich (Ö3)                | 8 (17 Wo.)        | 17     |
| Schweiz (IFPI)                 | 4 (21 Wo.)        | 21     |
| Vereinigte Staaten (Billboard) | 3 (20 Wo.)        | 20     |
| Vereinigtes Königreich (OCC)   | 3 (18 Wo.)        | 18     |

| ChartsJahrescharts (2007)    | Platzierung |
| ---------------------------- | ----------- |
| Schweiz (IFPI)               | 61          |
| Vereinigtes Königreich (OCC) | 52          |

### Auszeichnungen für Musikverkäufe
| Land/Region                  | Auszeichnungen für Musikverkäufe (Land/Region, Auszeichnung, Verkäufe) | Verkäufe  |
| ---------------------------- | ---------------------------------------------------------------------- | --------- |
| Australien (ARIA)            | Gold                                                                   | 35.000    |
| Dänemark (IFPI)              | Platin                                                                 | 15.000    |
| Deutschland (BVMI)           | Gold                                                                   | 150.000   |
| Italien (FIMI)               | Gold                                                                   | 50.000    |
| Kanada (MC)                  | Gold · + 2× Platin (Ringtone)                                          | 100.000   |
| Neuseeland (RMNZ)            | Platin                                                                 | 30.000    |
| Spanien (Promusicae)         | Gold                                                                   | 30.000    |
| Vereinigte Staaten (RIAA)    | 4× Platin                                                              | 4.000.000 |
| Vereinigtes Königreich (BPI) | Platin                                                                 | 600.000   |
| Insgesamt                    | 5× Gold · 9× Platin ·                                                  | 5.010.000 |

Hauptartikel: Britney Spears/Auszeichnungen für Musikverkäufe